# سيمون داتش
سيمون داتش (بالألمانية: Simon Dach)‏ (و. 1605 – 1659 م) هو كاتب، وشاعر، وأستاذ جامعي من ألمانيا . ولد في كلايبيدا.
توفي في كونيغسبرغ. بسبب سل .

## روابط خارجية
- سيمون داتش على موقع الموسوعة البريطانية (الإنجليزية)
- سيمون داتش على موقع ميوزك برينز (الإنجليزية)
- سيمون داتش على موقع إن إن دي بي (الإنجليزية)
- سيمون داتش على موقع ديسكوغز (الإنجليزية)